# لغة توصيف العتاد
لغة وصف العتاد أو لغة توصيف الكيان الصلب، في هندسة الحواسيب، هي لغة حاسوب خاصة تُستخدم لوصف بنية وسلوك الدارات الكهربائية، وبالأخص درات المنطق الرقمي.
تمكن لغات وصف العتاد من إنتاج وصف دقيق ورسمي للدارة الكهربائية وهو ما يسمح بتحليل آلي ومحاكاة لهذه الدارة.وتسمح أيضًا بتصميم الوصف المقدم باللغة وتحويله إلى قائمة شبكة (وهو توصيف للمكونات الإلكترونية وكيفية توصيلها ببعضها)، وهو ما يمكن بعد ذلك وضعه وتوجيهه لإنتاج مجموعة أقنعة تُستخدم لإنشاء الدارة المتكاملة.
تبدو لغات توصيف العتاد مشابهة كثيرة للغات البرمجة مثل سي وألجول؛ وهي توصيف نصي يتكون من تعبيرات وتصريحات وبنى تحكم.ومن بين نقاط الاختلاف الرئيسية بين لغات البرمجة ولغات توصيف العتاد أن الأخيرة تتضمن بصفة خاصة مفهوم الوقت.
تُعد لغات توصيف العتاد جزءًا أساسيًّا من نظم أتمتة التصميم الإلكتروني، خاصة للدارات المعقدة، مثل الدارات المتكاملة خاصة التطبيق، والمعالجات، وأجهزة المنطق المبرمجة.